# Richard Rohr

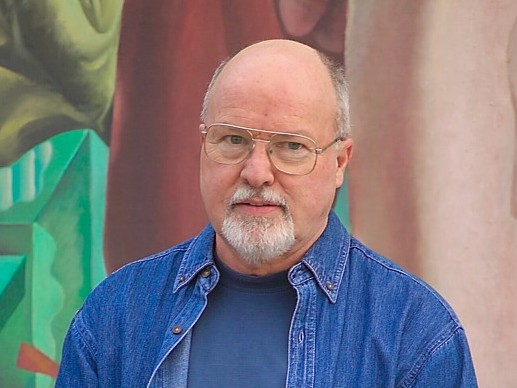
Richard Rohr (2004)

Richard Rohr OFM (* 20. März 1943 in Topeka, Kansas) ist ein US-amerikanischer Franziskanerpater, Prediger und Autor spiritueller Bücher, die in viele Sprachen übersetzt und eine weltweite Verbreitung gefunden haben. Seine bekanntesten Bücher sind Der wilde Mann, das 1986 ins Deutsche übersetzt wurde, und Das Enneagramm, das er 1989 mit dem deutschen lutherischen Pfarrer Andreas Ebert schrieb und das bis 2019 über 500.000 mal verkauft wurde.
Rohr war in den 1970er Jahren als junger US-amerikanischer Franziskaner-Pater eine der führenden Persönlichkeiten der charismatischen Bewegung in den USA, in der er sich für eine Erneuerung und Belebung des Christentums einsetzte. Freundschaft und religiöser Austausch verbinden ihn mit dem evangelischen Prediger und politischen Aktivisten Jim Wallis. Geistig beeinflusst hat ihn vor allem der 1968 verstorbene Trappistenmönch Thomas Merton. Quellen seiner Inspiration sind außerdem Jesus Christus, Franz von Assisi, Meister Eckhart, Martin Luther, Dietrich Bonhoeffer, Carl Gustav Jung, Ken Wilber sowie Sufi- und Zen-Traditionen.

## Leben
Richard Rohr wuchs in einer deutschstämmigen Familie mit zutiefst konservativen bäuerlichen Wurzeln auf und diente in seiner Grundschulzeit als Ministrant. Durch dabei immer wiederkehrende tiefe Empfindungen von Gottes Gegenwart entstand in ihm bereits früh der Wunsch, Priester zu werden. Ungefähr 1955 begeisterte ihn Felix Timmermans Buch Franziskus über Franz von Assisi, der für ihn den „freien Mann, der sich von den Systemen der Welt nicht vereinnahmen ließ“, darstellte. Als zwei Franziskaner seine Heimatpfarrei besuchten, war es für Richard klar, dass er auch Franziskaner werden wollte. Deshalb zog er schon mit 14 Jahren, nach der achten Klasse, nach Cincinnati, um später in den Franziskanerorden eintreten zu können.
Seine Aufnahme in den Orden erfolgte 1961. 1970 wurde er in der „Pfarrei zum unbefleckten Herzens Mariens“, im Wohnort seiner Eltern in West-Topeka, zum Priester geweiht. Im selben Jahr wurde er von einem Jesuiten in die Persönlichkeitstheorie Enneagramm eingeführt und beendete auch sein Theologiestudium am St. Leonhard Seminar in Dayton mit dem Master-Grad. Während seines Studiums war er vor allem als „Brother Happy“ bekannt, weil die Erkenntnisse aus dem regelmäßigen Bibelstudium und sein persönliches Empfinden ihn mit Enthusiasmus erfüllten.
Als junger Religionslehrer erhielt Pater Rohr von der Erzdiözese als erstes den Auftrag, die Jugend-Exerzitien zu leiten. Im November 1971, bereits während der ersten Wochenend-Rüstzeiten, begeisterte er mit seinen Predigten die Jugendlichen und weckte in ihnen die Sehnsucht nach einem religiösen Leben, das immer weitere und auch ältere Interessenten fand. 1974, als die Bewegung auf 1000 Teilnehmer wuchs und die Predigten in Turnhallen abgehalten wurden, gab sie sich den Namen „New Jerusalem Community“ und gründete bald darauf die charismatische Familien- und Laien-Kommune New Jerusalem in Cincinnati.
Nach langjährigem Engagement in der Friedensbewegung, seelsorgerischer Arbeit und Leitung von New Jerusalem wurde er in die Leitung seines Ordens gewählt und legte ein Sabbatjahr in der Einsiedelei des Thomas Merton ein. Seit 1987 lebt er in der Franziskanergemeinschaft in Albuquerque, New Mexico, wo er im Auftrag der Ordensleitung ein christliches Zentrum für Aktion und Kontemplation aufgebaut hat. Nebenher hält er aber auch Predigten und Vorträge auf der ganzen Welt. Von 1988 bis 2012 war er fast jedes Jahr als Referent in Deutschland unterwegs.
1994 erhielt er den Thomas Merton Award für Frieden und soziale Gerechtigkeit.
Richard Rohr begründete auch die Männerbewegung M.A.L.Es (Men as Learners and Elders). Neben zahlreichen Männer-Seminaren setzte er sich auch für die Durchführung von Männer-Initiationsriten ein. Diese Riten haben nicht nur in den USA, sondern auch in zahlreichen weiteren Ländern eine spirituelle Bewegung von Männern ausgelöst (u. a. in Deutschland, Österreich, Tschechien, England, Irland, Schottland, Australien).

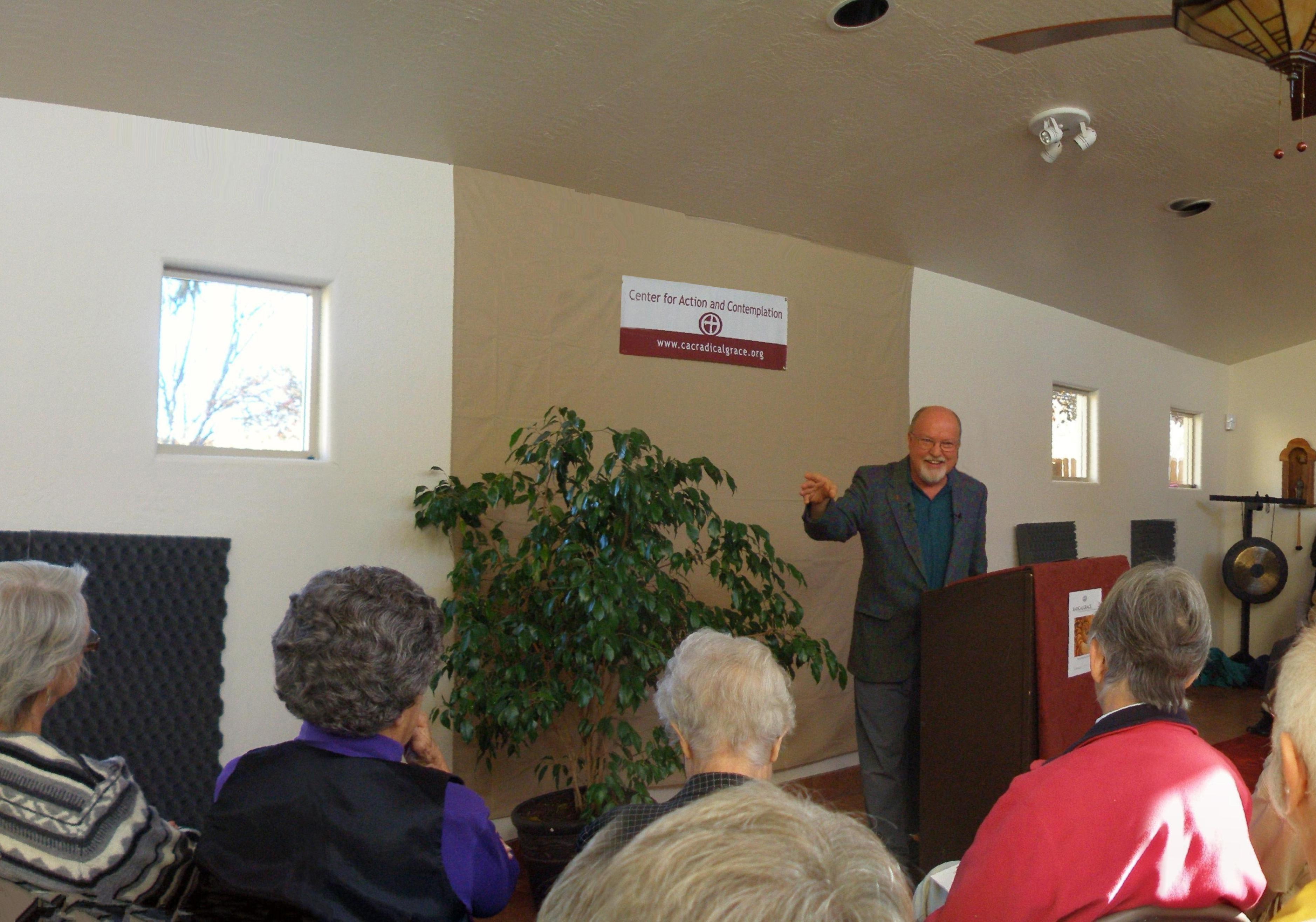
Während eines Vortrages, August 2012

Rohr studierte die christliche Adaptation des Enneagramms, das vor allem von Georges I. Gurdjieff und in seiner Entwicklung von einem historische Enneagramm zu einem Enneagramm der Persönlichkeitstypen durch Óscar Ichazo und Claudio Naranjo („Seekers after Truth“, SAT-Gruppe) geprägt wurde. Weitere christliche Adepten aus jener Zeit waren u. a. Robert J. Ochs SJ und Andreas Ebert (evangelisch).

## Kritik
Rohr ist ein gegen den innerkirchlichen „Mainstream“ orientierter Denker, Kritiker und Reformer in der römisch-katholischen Amtskirche mit ihren festgelegten Hierarchien. Er vertritt  auch nicht durchwegs die offizielle römisch-katholische Lehre, so in Fragen der Empfängnisregelung, Frauenordination und Homosexualität. Er hat Rituale aus verschiedenen religiösen Hintergründen übernommen und in seine Veranstaltungen integriert. Eher konservative römisch-katholische und evangelische Theologen kritisieren sein Gottesverständnis und sein Menschenbild als unbiblisch und häretisch, weil es zunehmend auch wesentliche gnostische Elemente enthalte. Jesus, seine Kreuzigung und seine Auferstehung würden zum Symbol für eine kosmische Transformation reduziert, die Menschen und das All dagegen überhöht und vergöttlicht.

## Werke
- Der wilde Mann: Geistliche Reden zur Männerbefreiung. Claudius, München 1986, ISBN 3-532-62042-1. Überarbeitete Ausgabe: Vom wilden Mann zum weisen Mann. Claudius, München 2006, ISBN 978-3-532-62334-3.
- Der nackte Gott: Plädoyers für ein Christentum aus Fleisch und Blut. Claudius, München 1987, ISBN 3-532-62061-8.
- Das auferstandene Buch: die Lebenskraft des Neuen Testaments. Herder Verlag, Freiburg 1992, ISBN 3-451-22043-1.
- Das zündende Wort: tägliche Überraschungen. Kirchenjahr-Lesebuch. Herder, Freiburg 1993, ISBN 3-451-23252-9.
- Die Reise nach Assisi: Gemeinschaft der Verwundeten – Erfahrungen mit der radikalen Mystik des Franz von Assisi. Claudius, München 1993, ISBN 3-532-62148-7.
- Nicht die ewige Leier: Den Glauben neu zur Sprache gebracht. Herder, Freiburg 1993, ISBN 3-451-23280-4.
- Von der Freiheit loszulassen: letting go. Claudius, München 2000, ISBN 978-3-532-62108-0.
- Das entfesselte Buch: eine Einführung in die Bibel – Altes und Neues Testament. Herder, Freiburg 2003, ISBN 3-451-28248-8.
- Wer loslässt, wird gehalten: das Geschenk des kontemplativen Gebets. Claudius, München 2005, ISBN 978-3-532-62263-6.
- Der befreite Mann: biblische Ermutigungen. Kath. Bibelwerk, Stuttgart 2005, ISBN 3-460-32109-1.
- Endlich Mann werden: die Wiederentdeckung der Initiation. Claudius, München 2005, ISBN 3-532-62325-0.
- Hiobs Botschaft: vom Geheimnis des Leidens. Claudius, München 2006, ISBN 978-3-532-62250-6.
- Vom wilden Mann zum weisen Mann. Claudius München 2006, ISBN 978-3-532-62334-3.
- Vom Glanz des Unscheinbaren: franziskanische Spiritualität. Claudius, München 2007, ISBN 978-3-532-62349-7.
- Vater, Sohn und Männlichkeit: wie der Mann zum Mann wird. Tyrolia, Innsbruck, 2008, ISBN 978-3-8367-0661-2.
- Ins Herz geschrieben: die Weisheit der Bibel als spiritueller Weg. Herder, Freiburg 2008, ISBN 978-3-451-32005-7.
- Befreiung vom Ego: Wege zum wahren Selbst. Claudius, München 2008, ISBN 978-3-532-62382-4.
- Auf dem Weg nach Weihnachten: Ein Begleiter durch die Adventszeit. Herder, Freiburg 2009, ISBN 978-3-451-31060-7.
- Nur wer absteigt, kommt auch an: die radikale Botschaft der Bibel. Claudius, München 2009, ISBN 978-3-532-62387-9.
- Das Enneagramm: die 9 Gesichter der Seele. Claudius, München 2009, ISBN 978-3-532-62395-4 (47 Auflagen, Erstauflage 1989).
- Hoffnung und Achtsamkeit: der spirituelle Weg für das 21. Jahrhundert. Herder, Freiburg 2010, ISBN 978-3-451-32414-7.
- Pure Präsenz: sehen lernen wie die Mystiker. Claudius, München 2010, ISBN 978-3-532-62413-5.
- Die Männer-Bibel. Kösel, München 2011, ISBN 978-3-466-37020-7.
- Verwandlung: was radikale Veränderung bedeutet. Claudius, München 2011, ISBN 978-3-532-62426-5.
- Gott hat viele Namen: spirituelle Erfahrungen, die unser Herz berühren. mit Sebastian Painadath. Vier Türme, Münsterschwarzach 2011, ISBN 978-3-89680-526-3.
- Entscheidend ist das UND: kontemplativ leben UND engagiert handeln. Claudius, München 2012, ISBN 978-3-532-62433-3.
- Dem Wunder begegnen: ein Begleiter auf dem Weg nach Ostern. Herder, Freiburg 2012, ISBN 978-3-451-32613-4.
- Reifes Leben, eine spirituelle Reise. Herder Freiburg, 2012, ISBN 978-3-451-32394-2.
- Zwölf Schritte der Heilung: Gesundheit und Spiritualität. Herder, Freiburg 2013, ISBN 978-3-451-32395-9.
- Das wahre Selbst. Werden, wer wir wirklich sind. Herder, Freiburg 2013, ISBN 978-3-451-32589-2.
- „Einführung“ zu Paul Coutinho: Wie groß ist dein Gott? Chalice, Xanten 2017, ISBN 978-3-942914-24-6.
- Der göttliche Tanz. Wie uns ein Leben im Einklang mit dem dreieinigen Gott zutiefst verändern kann. Adeo Verlag, Asslar 2017, ISBN 978-3-86334-139-8.
- Geheimnis und Gnade. Stationen einer spirituellen Reise. Claudius, München 2017, ISBN 978-3-532-62808-9.
- Ganz da. Einfach und kontemplativ leben. Claudius, München 2018, ISBN 978-3-532-62823-2.
- Alles trägt den einen Namen, Die Wiederentdeckung des universalen Christus. Gütersloher Verlagshaus, München 2019, ISBN 978-3-579-01481-4.
- Adams Wiederkehr: Initiation und Männerspiritualität. 2. Auflage. Claudius, München 2019, ISBN 978-3-532-62450-0.
- Was die Bibel uns zu sagen hat. Claudius, München 2020, ISBN 978-3-532-62843-0.
- Der Weg der Weisheit. Claudius, München 2021, ISBN 978-3-532-62868-3.
- Vom Bösen. Eine neue Theologie. Aus dem Amerikanischen von Elisabeth Liebl. Claudius, München 2022, ISBN 978-3-532-62870-6.